# Tugela Ferry
Tugela Ferry est une ville située sur la rive nord de la rivière Tugela, dans le centre du KwaZulu-Natal, en Afrique du Sud.
Pendant l'apartheid, elle faisait partie du KwaZulu (KwaZulu signifie la terre des Zoulous en zoulou), un bantoustan situé dans l'ancienne province du Natal. Cette petite ville est désormais incluse dans la municipalité du district d'Umzinyathi. Le nom de la ville rappelle le ferry qui opérait autrefois en ce lieu, avant la construction d'un pont en acier.
L'hôpital de la ville (Church of Scotland Hospital) est connu pour avoir découvert la première épidémie de XDR-TB (Extensively drug-resistant tuberculosis), une forme de tuberculose avec une souche extrêmement résistante, en 2005.

## Personnalités liées à cette ville
- Simmy, chanteuse sud-africaine née en 1994 à Tugela Ferry[3].